# Rättviks kontrakt
Rättviks kontrakt var ett kontrakt i Västerås stift. Det upplöstes 1995 då församlingarna överfördes till olika kontrakt.

## Administrativ historik
Fordom hörde även församlingarna som kom att ingå i Leksands kontrakt och Mora kontrakt hit
Följande församlingar uppgick 1995 i Nedansiljans kontrakt
- Rättviks församling
- Boda församling
- Ore församling

Följande församling uppgick 1995 i Norra Dalarnas kontrakt
- Orsa församling

Från 1893 till 1920 ingick 
- Skattunge församling

Före 1992 ingick 
- Dådrans församling som 1918 uppgick i Bingsjö-Dådrans församling som 1992 uppgick i Rättviks församling
- Bingsjö församling som 1918 uppgick i Bingsjö-Dådrans församling